# Paulí de York
Sant Paulí (Roma, últim terç del s. VI – Rochester, 10 d'octubre de 644 o 645) va ser un membre de la missió gregoriana enviada el 601 pel papa Gregori I per convertir els anglosaxons del seu paganisme, i el primer bisbe de York. És venerat com a sant per diverses confessions cristianes.
Paulí va arribar a Anglaterra el 604; es coneix poca cosa de les seves activitats durant les dues dècades posteriors. Després de passar uns anys al regne de Kent, possiblement el 625 Paulí va ser consagrat com a bisbe. Aconseguí convertir el rei Edwin de Northúmbria, així com molts dels seus súbdits. Després de la mort d'aquest rei el 633, Paulí va tornar a Kent, on va esdevenir bisbe de Rochester.

## Joventut
Se sap molt poc sobre els orígens de Paulí. Era un monjo de Roma que va ser enviat al regne de Kent pel papa Gregori I el 601, al costat de Melitó i d'altres, com a part del segon grup de missioners enviats per convertir els anglosaxons al cristianisme que va arribar al regne de Kentel 604. Segurament era italià de naixement. Es coneix poca cosa de les activitats posteriors de Paulí fins que va anar a Northúmbria.
Paulí va romandre a Kent fins al 625, quan va ser consagrat bisbe de York per Just, l'arquebisbe de Canterbury, el 21 de juliol. Posteriorment va acompanyar Ethelburga, la germana del rei Eadbald, a Northúmbria, on ella anava a casar-se amb el rei Edwin de Northúmbria. Una de les condicions del matrimoni era que Edwin complís la seva promesa de permetre Ethelburga continuar essent cristiana i professar la fe que desitgés. Beda el Venerable, a començaments del segle viii, escrigué que Paulí desitjava convertir la gent de Northúmbria i també proporcionar els serveis religiosos a la nova reina.
Existeix certa confusió respecte a la cronologia aportada per Beda sobre la data de casament d'Ethelburga, ja que les cartes papals a Edwin encoratjant-lo a convertir-se que han sobreviscut suggereixen que Eadbald s'havia tornat cristià molt recentment, cosa que entra en conflicte amb la cronologia de Beda. L'historiador D. P. Kirby argumenta que Paulí i Ethelburga, per tant, havien d'haver anat a Northúmbria abans del 624, i que Paulí va anar al nord no pas com a bisbe sinó com a sacerdot, i tornà més tard per ser consagrat. L'historiador Henry Mayr-Harting està d'acord amb el raonament de Kirby. Un altre historiador, Peter Hunter Blair, argumenta que Ethelburga i Edwin es van casar abans del 625, però que ella no se'n va anar a Northúmbria fins aquest mateix any, el 625. Si s'accepten els arguments de Kirby, llavors la data de la consagració de Paulí s'ha de traslladar un any, fins al 21 de juliol de 626.
Beda descriu Paulí com «un home alt, lleugerament encorbat, de cabells negres, rostre ascètic, nas fi i aguilenc i una presència que infon temor i reverència». Beda va obtenir probablement aquesta descripció de Jacob Diaca, un dels associats de Paulí que encara estava viu en aquella època.

## Bisbe de York

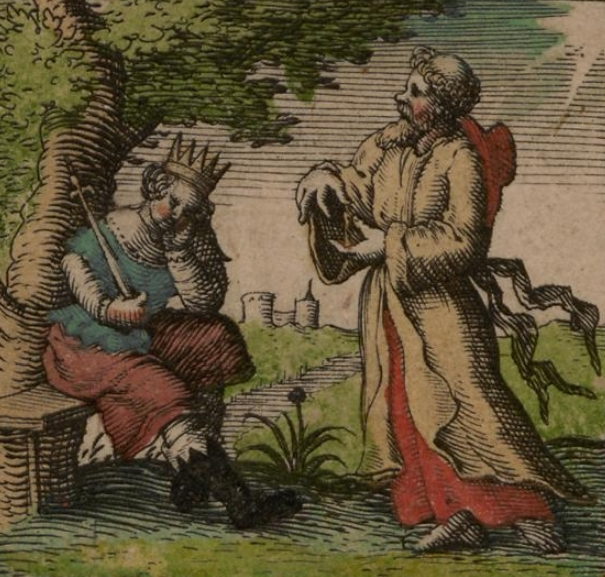
El rei Edwin de Northúmbria medita la seva conversió al cristianisme aconsellat per Paulí de York en un gravat de 1611.

Beda explica que Paulí digué a Edwin que el naixement de la seva filla –del matrimoni amb Ethelburga– durant la Pasqua de 626 fou a causa de les seves pregàries. El naixement va coincidir amb un intent d'assassinat frustrat del rei per part d'un grup de saxons occidentals de Wessex. Edwin va prometre convertir-se al cristianisme i permetre que la seva filla nounada Eanfleda fos batejada si obtenia la victòria davant Wessex. Tanmateix, però, no va mantenir la seva promesa en els moments immediatament posteriors a la seva victòria militar contra els seus oponents: només es va convertir després que Paulí li revelés els detalls d'un somni que el rei havia tingut abans d'accedir al tron, durant el seu exili a la cort del rei Raedwald d'Ànglia de l'Est. Segons Beda, en aquest somni un estrany deia a Edwin que en el futur el poder seria seu quan algú li posés la mà sobre el cap. Mentre Paulí revelava el somni al rei li va posar la mà sobre el cap, la qual cosa era la prova que aquest necessitava. Una hagiografia de finals del segle vii del papa Gregori el Gran afirma que Paulí era l'estrany de qui es parlava en la visió; en cas de ser veritat, podria suggerir que Paulí va passar cert temps a la cort de Raedwald, encara que Beda no esmenta cap visita d'aquest tipus.
No és probable, però, que tan sols els temes sobrenaturals i la mera persuasió de Paulí causessin la conversió d'Edwin. Sembla que els nobles de Northúmbria van mostrar una bona disposició cap al cristianisme i el rei també va rebre cartes del papa Bonifaci I encoratjant-lo que es convertís. Amb el temps el rei es convencé, i juntament amb alguns dels seus seguidors va ser batejat a York l'any 627. Una història relata que, durant una visita a Edwin i Ethelburga al seu palau de Yeavering, Paulí va passar-se 36 dies batejant nous conversos. També fou un missioner actiu en el Regne de Lindsey; gràcies a les seves activitats missioneres es poden veure els límits de l'autoritat reial d'Edwin.

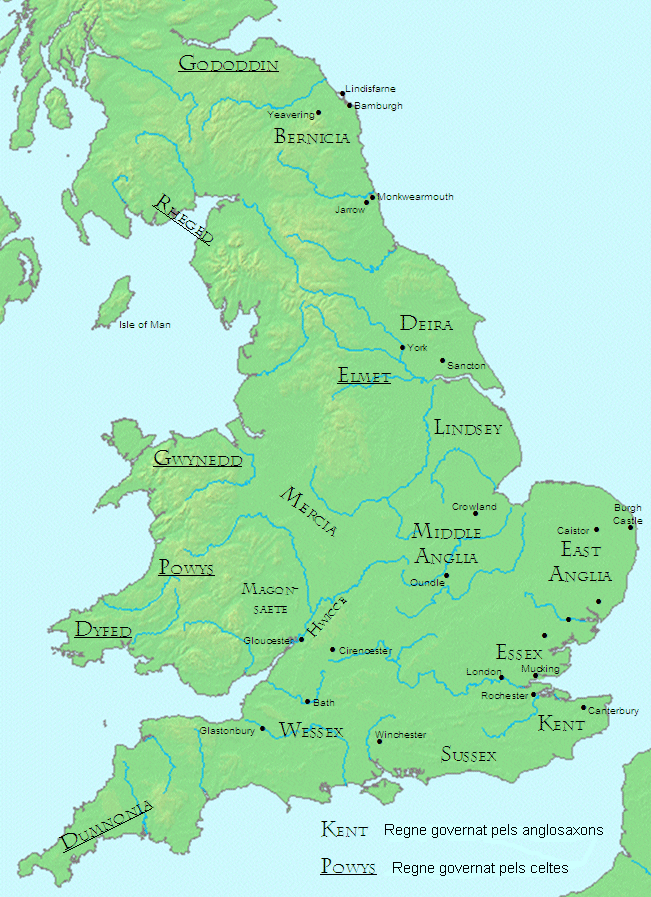
Mapa d'alguns regnes anglesos entorn de l'any 600.

El pla del papa Gregori era que York es convertís en la segona seu metropolitana d'Anglaterra, així que Paulí va establir-hi la seva església. Encara que estava construïda amb pedra, no se n'ha trobat cap resta. Paulí també va construir diverses esglésies en terres de la corona. La seva església de Lincoln ha estat identificada amb la fase més primerenca de construcció de l'església de St Paul in the Bail.
Entre els consagrats per Paulí hi havia Hilda, que posteriorment es convertiria en l'abadessa fundadora de l'abadia de Whitby i la successora d'Eanfleda, filla d'Edwin. Com que era l'únic bisbe catòlic d'Anglaterra, Paulí també va consagrar un altre missioner gregorià, Honori, com a arquebisbe de Canterbury després de la mort de Just, en algun moment entre 628 i 631.

## Bisbe de Rochester
Edwin va ser derrotat per les tropes gal·leses paganes liderades per Penda de Mèrcia i Cadwallon ap Cadfan de Gwynedd, i va morir en la batalla de Hatfield Chase al costat del seu fill i hereu Osfrid el 12 d'octubre de 633, segons es recull tradicionalment. Un problema amb la data de la batalla és que el Papa Honori I va escriure el juny de 634 a Paulí i a l'arquebisbe Honori dient-los que els enviava un pal·li, símbol de la jurisdicció connectada al papat, a cada un d'ells. La carta del papa no presenta cap senyal que la notícia de la mort d'Edwin hagués arribat a Roma, gairebé nou mesos després de la presumpta data de la batalla. L'historiador D. P. Kirby creu que aquest desconeixement comporta que sigui més probable que la batalla ocorregués el 634.
La derrota i mort d'Edwin van causar la fragmentació del seu regne en almenys dues parts. També va conduir a un fort declivi del cristianisme a Northúmbria, ja que els successors immediats d'Edwin van tornar al paganisme. Encara que el diaca de Paulí, Jacob, es va quedar al nord i va lluitar per reconstruir la missió romana, la vídua d'Edwin va decidir tornar a Kent. Paulí va anar-se'n amb ella, enduent-se el fill i la filla d'Edwin i Ethelburga i també un dels nets d'Edwin. Els dos nois se'n van anar al continent per seguretat –a la cort del rei Dagobert I– i Ethelburga, Eanfleda i Paulí es van quedar a Kent: allí s'oferí a Paulí el bisbat de Rochester, el qual va mantenir fins a la seva mort. Com que el pal·li no va arribar al seu poder fins després d'abandonar York mai va poder vestir-lo com a bisbe.

## Mort i veneració
Paulí va morir el 10 d'octubre de 644 a Rochester, i va ser enterrat a la sagristia de l'església. El seu successor a Rochester va ser Ithamar, el primer anglès consagrat a una seu de la missió gregoriana. Paulí va ser canonitzat com a sant pòstumament, i la seva festivitat quedà fixada el 10 d'octubre. Quan es va construir una nova església a Rochester durant la dècada de 1080, les seves relíquies van ser traslladades a un nou sepulcre. També es van construir sepulcres dedicats a Paulí a Canterbury, i almenys cinc esglésies li foren dedicades. Encara que algunes de les relíquies de Paulí es van mantenir a Rochester, la promoció del seu culte en aquella zona sembla que va tenir lloc després de la conquesta normanda d'Anglaterra (les relíques no han arribat fins a l'actualitat). Paulí és considerat un sant tant per l'Església Catòlica Romana com per l'ortodoxa i l'Església d'Anglaterra.
Els esforços missioners de Paulí són difícils d'avaluar. Beda suggereix que la missió a Northúmbria va ser un èxit, però hi ha poques proves que sustentin aquesta creença; de fet és probable que els esforços missioners de Paulí fossin relativament poc efectius. Encara que Osric de Deira, un dels successors d'Edwin, va ser convertit al cristianisme per Paulí, va tornar al paganisme després de la mort del rei. Tanmateix, Hilda va continuar sent cristiana i, amb el temps, va esdevenir abadessa de la influent abadia de Whitby. La conversió de Northúmbria al cristianisme va ser realitzada principalment pels missioners irlandesos que van portar a la regió el que seria el successor d'Edwin, Osvald.